# Artur Yedigaryan
Artur Yedigaryan (en arménien Արթուր Եդիգարյան), est un footballeur international arménien, né le 26 juin 1987 à Erevan. Il évolue au poste de milieu défensif.

## Biographie

### International
Le 2 février 2008, il reçoit sa première sélection en équipe d'Arménie, lors du match Arménie - Malte au Stade Hanrapetakan à Erevan (1-0).

## Palmarès
- Champion d'Arménie en 2007, 2008 et 2009 et 2016.
- Vainqueur de la Coupe d'Arménie en 2009.
- Vainqueur de la Supercoupe d'Arménie en 2007 et 2008.

## Statistiques détaillées

### En club
| Saison                | Club                  | Championnat           | Championnat | Championnat | Coupe(s) nationale(s) | Coupe(s) nationale(s) | Compétition(s) continentale(s) | Compétition(s) continentale(s) | Compétition(s) continentale(s) | Sélection | Sélection | Sélection | Total | Total |
| Saison                | Club                  | Division              | M.          | B.          | M.                    | B.                    | Comp.                          | M.                             | B.                             | Équipe    | M.        | B.        | M.    | B.    |
| 2007                  | Pyunik Erevan         | 1                     | 22          | 3           | 3                     | 0                     | C1                             | 4                              | 0                              | -         | -         | -         | 29    | 3     |
| 2008                  | Pyunik Erevan         | 1                     | 19          | 1           | 5                     | 1                     | C1                             | 2                              | 0                              | Arménie   | 2         | 0         | 28    | 2     |
| 2009                  | Pyunik Erevan         | 1                     | 24          | 4           | 4                     | 0                     | C1                             | 2                              | 0                              | Arménie   | 7         | 0         | 37    | 4     |
| 2009 - 2010           | PAS Hamedan           | 1                     | 13          | 3           | -                     | -                     | -                              | -                              | -                              | Arménie   | 2         | 0         | 15    | 3     |
| 2010 - 2011           | PAS Hamedan           | 1                     | 25          | 1           | -                     | -                     | -                              | -                              | -                              | Arménie   | 7         | 0         | 32    | 1     |
| 2011                  | Banants Erevan        | 1                     | 17          | 4           | 2                     | 0                     | C3                             | 2                              | 0                              | Arménie   | 4         | 0         | 25    | 4     |
| 2011 - 2012           | FK Khimki             | 2                     | 8           | 1           | -                     | -                     | -                              | -                              | -                              | Arménie   | 3         | 0         | 11    | 1     |
| 2012 - 2013           | Pyunik Erevan         | 1                     | 3           | 1           | -                     | -                     | -                              | -                              | -                              | Arménie   | 1         | 0         | 4     | 1     |
| 2012 - 2013           | Hoverla Uzhhorod      | 1                     | 3           | 0           | -                     | -                     | -                              | -                              | -                              | Arménie   | 1         | 0         | 4     | 0     |
| Total sur la carrière | Total sur la carrière | Total sur la carrière | 134         | 18          | 14                    | 1                     | -                              | 10                             | 0                              | 0         | 27        | 0         | 185   | 19    |